# Gerstaeckerella gigantea
Gerstaeckerella gigantea is een insect uit de familie van de Mantispidae, die tot de orde netvleugeligen (Neuroptera) behoort. 
Gerstaeckerella gigantea is voor het eerst wetenschappelijk beschreven door Enderlein in 1910.